# The Far Horizons
The Far Horizons is een Amerikaanse western uit 1955 onder regie van Rudolph Maté. Destijds werd de film in Nederland uitgebracht onder de titel Helden van de rode rivier.

## Verhaal
De Franse kolonie Louisiana is overgegaan in Amerikaanse handen. De ontdekkingsreizigers Lewis en Clark gaan op expeditie in het gebied. Ze worden daarbij geholpen door de indiaanse Sacajawea.

## Rolverdeling
| Acteur             | Personage                  |
| ------------------ | -------------------------- |
| Fred MacMurray     | Kapitein Meriwether Lewis  |
| Charlton Heston    | Luitenant William Clark    |
| Donna Reed         | Sacajawea                  |
| Barbara Hale       | Julia Hancock              |
| William Demarest   | Sergeant Gass              |
| Alan Reed          | Charboneau                 |
| Eduardo Noriega    | Cameahwait                 |
| Larry Pennell      | Wild Eagle                 |
| Argentina Brunetti | Old Crone                  |
| Julia Montoya      | Crow woman                 |
| Ralph Moody        | Le Borgne                  |
| Herbert Heyes      | President Thomas Jefferson |
| Lester Matthews    | Mijnheer Hancock           |
| Helen Wallace      | Mevrouw Hancock            |
| Walter Reed        | Cruzatte                   |